# Xestoblatta panamae
Xestoblatta panamae är en kackerlacksart som beskrevs av Ashley B. Gurney 1939.
Xestoblatta panamae ingår i släktet Xestoblatta och familjen småkackerlackor. Artens utbredningsområde är Panama. Inga underarter finns listade i Catalogue of Life.